# Alena Marx
Alena Marx, née le 21 décembre 2000 est une céiste slalomeuse suisse qui évolue au niveau international depuis 2016.

## Carrière
Alena Marx a été sélectionnée pour représenter la Suisse dans l'épreuve C1 aux Jeux olympiques d'été de 2020 à Tokyo. Elle a terminé à la 16ème place après avoir été éliminée en demi-finale.
Elle a remporté deux médailles d'or aux Championnats d'Europe 2024 à Tacen.
En 2024, Alena Marx participe aux Jeux olympiques d'été à Paris. Elle est éliminée en demi-finale de l'épreuve de kayak-cross et termine au 6ème rang final. Elle s'est également classée 8ème en canoë en slalom et 11ème en kayak.

## Vie privée
Son frère Dimitri Marx participe également à des compétitions de canoë slalom et est deux fois champion du monde U23 en kayak cross.